# Сач (посуда)

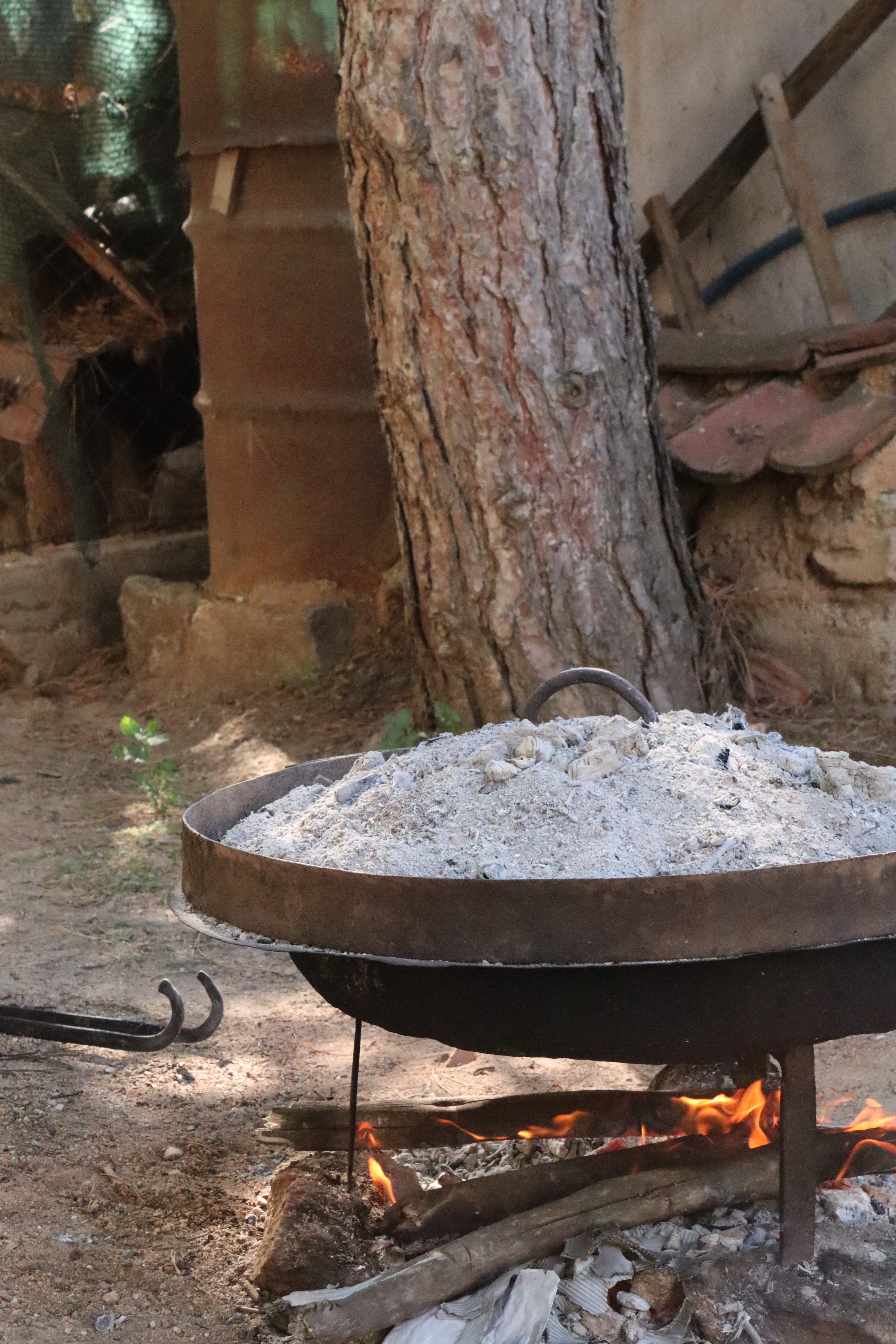

Сач (садж, сах, saj tava, где слово тава имеет индо-арийское происхождение и означает готовить (пищу)) — разновидность посуды для приготовления пищи.
Изначально сач — глиняная плоскость, по отдельным находкам, слегка вогнутая, толщиной 4-5 сантиметров; он предварительно нагревался, после чего на него клали тесто и ставили вертикально, будущим хлебом в сторону огня. В дальнейшем вошли в использование железные слегка выпуклые листы толщиной 3-4 мм, диаметром 45-50 см и с двумя ручками по бокам. Начиная со средних веков в обиход вошли чугунные сачи (круглые, вогнутые, иногда с двумя ручками), постепенно вытеснившие глиняные. Современные сачи изготавливаются из чугуна, высокоуглеродистой стали или алюминия, иногда бывают эмалированными или с антипригарным покрытием. Используется как основная (для приготовления сача), так и оборотная сторона посуды (выпуклая, для выпекания лепёшек и других хлебобулочных изделий: к примеру, питы или гёзлеме).